# Nchanga Rangers Football Club
El Nchanga Rangers Football Club és un club de futbol de la ciutat de Chingola, Zàmbia. Juga a l'estadi Nchanga. És patrocinat per les Konkola Copper Mines.

## Palmarès
- Lliga zambiana de futbol:[2]

1980, 1998
- Copa zambiana de futbol:[3]

1978
- Copa Challenge zambiana de futbol:[3]

1965, 1973, 1976
- Charity Shield zambiana de futbol:[3]

1980, 2002